# Gran Premio di superbike di Salt Lake City 2010
Il Gran Premio di superbike di Salt Lake City 2010 è stata la settima prova su tredici del campionato mondiale Superbike 2010, è stato disputato il 31 maggio sul Miller Motorsports Park e in gara 1 ha visto la vittoria di Max Biaggi davanti a Leon Haslam e Noriyuki Haga, lo stesso pilota si è ripetuto anche in gara 2, davanti a Leon Camier e Cal Crutchlow.
La vittoria nella gara valevole per il campionato mondiale Supersport 2010 è stata ottenuta da Kenan Sofuoğlu.

#### Arrivati al traguardo

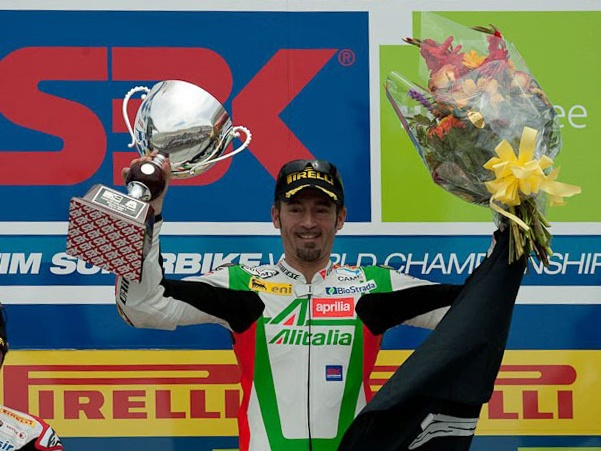
Max Biaggi festeggia la vittoria

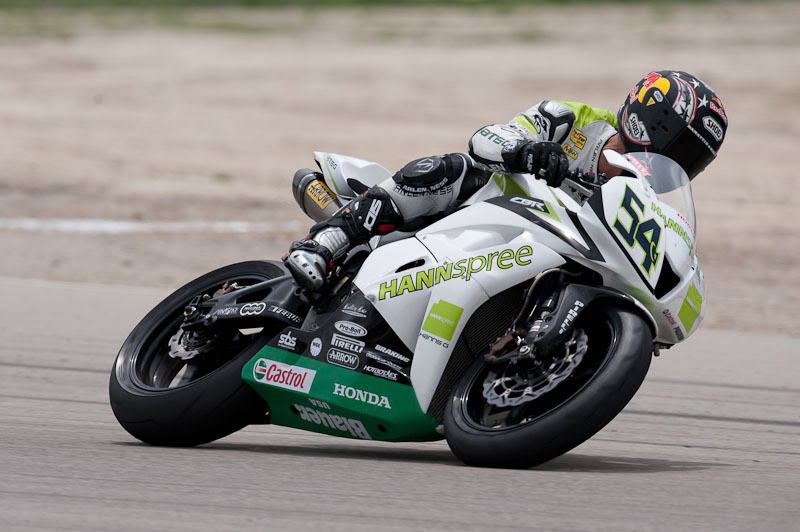
Il vincitore Kenan Sofuoğlu

## Risultati

### Gara 1

#### Arrivati al traguardo[4]
| Pos. | Nº  | Pilota           | Squadra                  | Motocicletta         | Giri | Tempo     | Griglia | Punti |
| ---- | --- | ---------------- | ------------------------ | -------------------- | ---- | --------- | ------- | ----- |
| 1º   | 3   | Max Biaggi       | Aprilia Alitalia Racing  | Aprilia RSV4 Factory | 21   | 38:20.442 | 2º      | 25    |
| 2º   | 91  | Leon Haslam      | Suzuki Alstare           | Suzuki GSX-R1000     | 21   | +0:04.931 | 5º      | 20    |
| 3º   | 41  | Noriyuki Haga    | Ducati Xerox             | Ducati 1098R         | 21   | +0:06.432 | 6º      | 16    |
| 4º   | 2   | Leon Camier      | Aprilia Alitalia Racing  | Aprilia RSV4 Factory | 21   | +0:08.576 | 8º      | 13    |
| 5º   | 11  | Troy Corser      | BMW Motorrad Motorsport  | BMW S1000 RR         | 21   | +0:11.150 | 15º     | 11    |
| 6º   | 67  | Shane Byrne      | Althea Racing            | Ducati 1098R         | 21   | +0:11.243 | 11º     | 10    |
| 7º   | 99  | Luca Scassa      | Supersonic Racing        | Ducati 1098R         | 21   | +0:12.432 | 13º     | 9     |
| 8º   | 50  | Sylvain Guintoli | Suzuki Alstare           | Suzuki GSX-R1000     | 21   | +0:15.145 | 12º     | 8     |
| 9º   | 52  | James Toseland   | Yamaha Sterilgarda       | Yamaha YZF R1        | 21   | +0:16.091 | 14º     | 7     |
| 10º  | 111 | Rubén Xaus       | BMW Motorrad Motorsport  | BMW S1000 RR         | 21   | +0:16.502 | 9º      | 6     |
| 11º  | 35  | Cal Crutchlow    | Yamaha Sterilgarda       | Yamaha YZF R1        | 21   | +0:18.719 | 3º      | 5     |
| 12º  | 76  | Max Neukirchner  | HANNspree Ten Kate Honda | Honda CBR1000RR      | 21   | +0:24.285 | 16º     | 4     |
| 13º  | 66  | Tom Sykes        | Kawasaki Racing          | Kawasaki ZX 10R      | 21   | +0:36.479 | 18º     | 3     |
| 14º  | 65  | Jonathan Rea     | HANNspree Ten Kate Honda | Honda CBR1000RR      | 21   | +0:39.700 | 7º      | 2     |
| 15º  | 77  | Chris Vermeulen  | Kawasaki Racing          | Kawasaki ZX 10R      | 21   | +0:41.253 | 17º     | 1     |
| 16º  | 95  | Roger Lee Hayden | Team Pedercini           | Kawasaki ZX 10R      | 21   | +0:41.661 | 20º     |       |
| 17º  | 23  | Broc Parkes      | ECHO CRS Honda           | Honda CBR1000RR      | 21   | +1:00.427 | 19º     |       |
| 18º  | 15  | Matteo Baiocco   | Team Pedercini           | Kawasaki ZX 10R      | 17   | +4 giri   | 21º     |       |

#### Ritirati
| Nº | Pilota          | Squadra         | Motocicletta | Giri | Griglia |
| -- | --------------- | --------------- | ------------ | ---- | ------- |
| 7  | Carlos Checa    | Althea Racing   | Ducati 1098R | 18   | 1º      |
| 84 | Michel Fabrizio | Ducati Xerox    | Ducati 1098R | 1    | 10º     |
| 96 | Jakub Smrž      | PATA B&G Racing | Ducati 1098R | 0    | 4º      |

### Gara 2

#### Arrivati al traguardo[5]
| Pos. | Nº  | Pilota           | Squadra                  | Motocicletta         | Giri | Tempo     | Griglia | Punti |
| ---- | --- | ---------------- | ------------------------ | -------------------- | ---- | --------- | ------- | ----- |
| 1º   | 3   | Max Biaggi       | Aprilia Alitalia Racing  | Aprilia RSV4 Factory | 21   | 38:17.842 | 2º      | 25    |
| 2º   | 2   | Leon Camier      | Aprilia Alitalia Racing  | Aprilia RSV4 Factory | 21   | +0:05.899 | 8º      | 20    |
| 3º   | 35  | Cal Crutchlow    | Yamaha Sterilgarda       | Yamaha YZF R1        | 21   | +0:07.363 | 3º      | 16    |
| 4º   | 41  | Noriyuki Haga    | Ducati Xerox             | Ducati 1098R         | 21   | +0:08.842 | 6º      | 13    |
| 5º   | 11  | Troy Corser      | BMW Motorrad Motorsport  | BMW S1000 RR         | 21   | +0:09.473 | 15º     | 11    |
| 6º   | 50  | Sylvain Guintoli | Suzuki Alstare           | Suzuki GSX-R1000     | 21   | +0:12.293 | 12º     | 10    |
| 7º   | 67  | Shane Byrne      | Althea Racing            | Ducati 1098R         | 21   | +0:12.483 | 11º     | 9     |
| 8º   | 65  | Jonathan Rea     | HANNspree Ten Kate Honda | Honda CBR1000RR      | 21   | +0:15.959 | 7º      | 8     |
| 9º   | 84  | Michel Fabrizio  | Ducati Xerox             | Ducati 1098R         | 21   | +0:18.897 | 10º     | 7     |
| 10º  | 99  | Luca Scassa      | Supersonic Racing        | Ducati 1098R         | 21   | +0:20.372 | 13º     | 6     |
| 11º  | 111 | Rubén Xaus       | BMW Motorrad Motorsport  | BMW S1000 RR         | 21   | +0:26.823 | 9º      | 5     |
| 12º  | 76  | Max Neukirchner  | HANNspree Ten Kate Honda | Honda CBR1000RR      | 21   | +0:30.344 | 16º     | 4     |
| 13º  | 77  | Chris Vermeulen  | Kawasaki Racing          | Kawasaki ZX 10R      | 21   | +0:33.337 | 17º     | 3     |
| 14º  | 66  | Tom Sykes        | Kawasaki Racing          | Kawasaki ZX 10R      | 21   | +0:38.772 | 18º     | 2     |
| 15º  | 23  | Broc Parkes      | ECHO CRS Honda           | Honda CBR1000RR      | 21   | +0:44.994 | 19º     | 1     |

#### Ritirati
| Nº | Pilota           | Squadra            | Motocicletta     | Giri | Griglia |
| -- | ---------------- | ------------------ | ---------------- | ---- | ------- |
| 96 | Jakub Smrž       | PATA B&G Racing    | Ducati 1098R     | 18   | 4º      |
| 15 | Matteo Baiocco   | Team Pedercini     | Kawasaki ZX 10R  | 15   | 21º     |
| 52 | James Toseland   | Yamaha Sterilgarda | Yamaha YZF R1    | 14   | 14º     |
| 95 | Roger Lee Hayden | Team Pedercini     | Kawasaki ZX 10R  | 12   | 20º     |
| 7  | Carlos Checa     | Althea Racing      | Ducati 1098R     | 7    | 1º      |
| 91 | Leon Haslam      | Suzuki Alstare     | Suzuki GSX-R1000 | 7    | 5º      |

### Supersport

#### Arrivati al traguardo[3]
| Pos. | Nº  | Pilota            | Squadra                  | Motocicletta        | Giri | Tempo     | Griglia | Punti |
| ---- | --- | ----------------- | ------------------------ | ------------------- | ---- | --------- | ------- | ----- |
| 1º   | 54  | Kenan Sofuoğlu    | HANNspree Ten Kate Honda | Honda CBR600RR      | 18   | 33:45.278 | 1º      | 25    |
| 2º   | 50  | Eugene Laverty    | Parkalgar Honda          | Honda CBR600RR      | 18   | + 1.028   | 2º      | 20    |
| 3º   | 26  | Joan Lascorz      | Kawasaki Motocard.com    | Kawasaki ZX-6R      | 18   | + 1.673   | 3º      | 16    |
| 4º   | 7   | Chaz Davies       | ParkinGO Triumph BE1     | Triumph Daytona 675 | 18   | + 13.209  | 6º      | 13    |
| 5º   | 51  | Michele Pirro     | HANNspree Ten Kate Honda | Honda CBR600RR      | 18   | + 14.209  | 7º      | 11    |
| 6º   | 37  | Katsuaki Fujiwara | Kawasaki Motocard.com    | Kawasaki ZX-6R      | 18   | + 14.386  | 4º      | 10    |
| 7º   | 25  | David Salom       | ParkinGO BE1 Triumph     | Triumph Daytona 675 | 18   | + 14.603  | 5º      | 9     |
| 8º   | 127 | Robbin Harms      | Harms Benjan Racing      | Honda CBR600RR      | 18   | + 20.582  | 9º      | 8     |
| 9º   | 4   | Gino Rea          | Intermoto Czech          | Honda CBR600RR      | 18   | + 22.895  | 11º     | 7     |
| 10º  | 99  | Fabien Foret      | Lorenzini by Leoni       | Kawasaki ZX-6R      | 18   | + 27.100  | 8º      | 6     |
| 11º  | 40  | Jason Di Salvo    | ParkinGO BE1 Triumph     | Triumph Daytona 675 | 18   | + 27.211  | 10º     | 5     |
| 12º  | 14  | Matthieu Lagrive  | ParkinGO Triumph BE1     | Triumph Daytona 675 | 18   | + 28.293  | 12º     | 4     |
| 13º  | 55  | Massimo Roccoli   | Intermoto Czech          | Honda CBR600RR      | 18   | + 28.393  | 13º     | 3     |
| 14º  | 117 | Miguel Praia      | Parkalgar Honda          | Honda CBR600RR      | 18   | + 41.986  | 14º     | 2     |
| 15º  | 5   | Alexander Lundh   | Cresto Guide Racing      | Honda CBR600RR      | 18   | + 48.402  | 15º     | 1     |
| 16º  | 46  | Tyler Odom        | Erion Racing             | Honda CBR600RR      | 18   | + 48.689  | 16º     |       |
| 17º  | 8   | Bastien Chesaux   | Harms Benjan Racing      | Honda CBR600RR      | 18   | +1:12.283 | 17º     |       |
| 18º  | 86  | Jason Farrell     | Indy Superbikes.com      | Kawasaki ZX-6R      | 18   | +1:56.115 | 18º     |       |

#### Ritirata
| Nº | Pilota        | Squadra           | Motocicletta  | Giri | Griglia |
| -- | ------------- | ----------------- | ------------- | ---- | ------- |
| 13 | Melissa Paris | MPH Racing Yamaha | Yamaha YZF R6 | 6    | 19º     |